# Antonio Panzeri

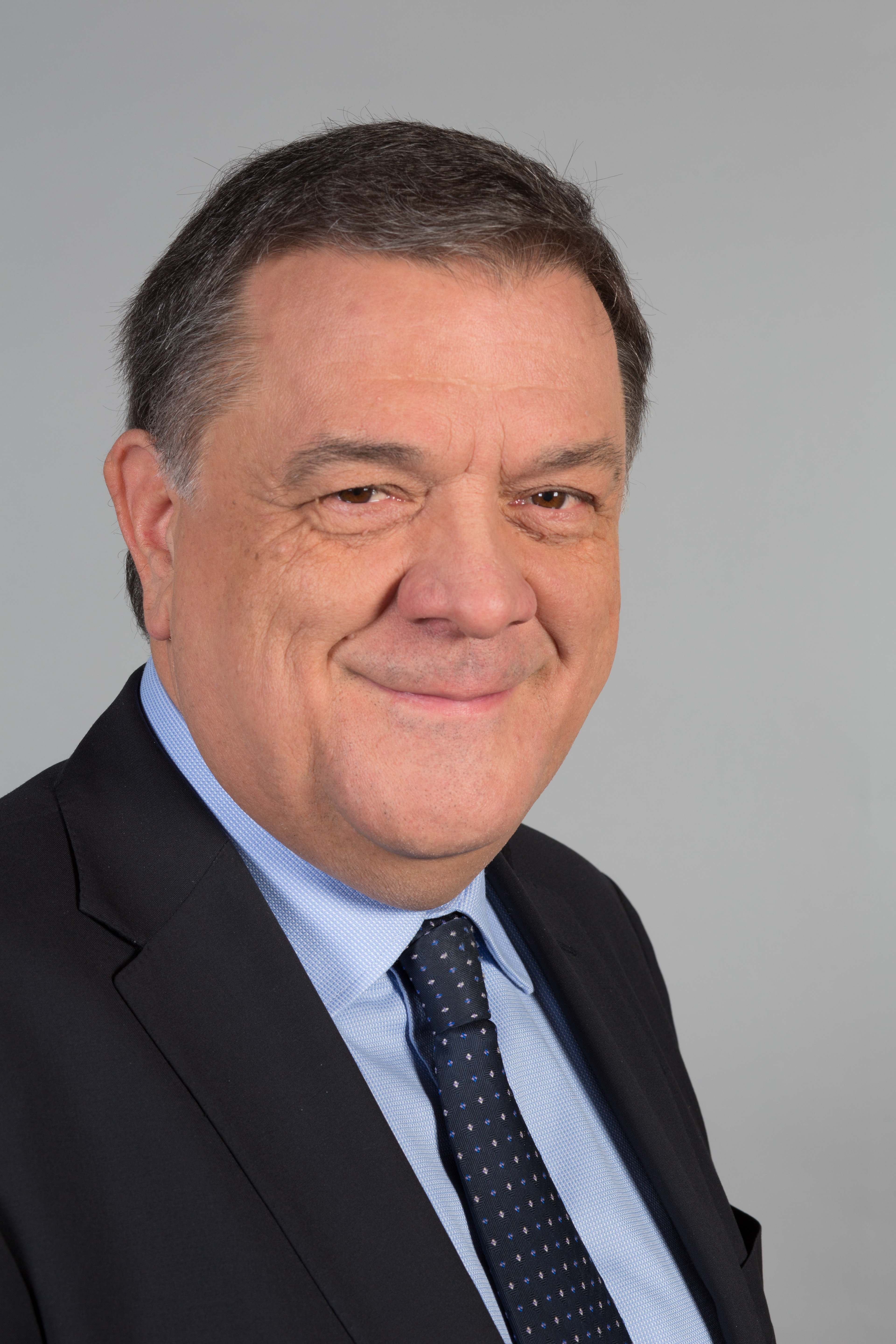
Antonio Panzeri

Pierantonio «Antonio» Panzeri este un om politic italian, membru al Parlamentului European în perioada 2004-2009 din partea Italiei.